# TBS掲示板捏造問題
TBS掲示板捏造問題（TBSけいじばんねつぞうもんだい）とは、TBSテレビ(以下、TBS)が放送した格闘技番組『総合格闘技HERO'S2007開幕戦』（2007年3月12日放送）における“やらせ”問題である。

## 概要
番組中で問題となった映像は、桜庭和志を紹介する際の映像であり、「2006年12月31日に行われた試合（K-1 PREMIUM 2006 Dynamite!!における対秋山成勲戦）に関し、電子掲示板で桜庭が非難を浴びている」という放送内容である。一見すると「2ちゃんねるである」と誤認するような映像を映し出した上で、ナレーションは「ファンとともに築きあげてきた闘いの歴史に泥を塗られたのだ」と、あたかも「そう考えている桜庭和志のファンが2ちゃんねるには多く存在する」かのように報道した。
この映像を見た視聴者が、放送後に2ちゃんねる上で複数の疑問点を指摘するスレッドを立てたことで、「祭り」が発生した。

## 指摘された点
この映像の書き込みが捏造ではないかと疑われた点として、主に以下の点が挙げられた。

### ハンドルネーム
放送された映像で映された4件の書き込みは、ハンドルネームが全て「通販さん＠賛成です」という名前で行われていた。2ちゃんねるに書き込んだ視聴者は、「通販さん＠賛成です」というハンドルネームを持つ住民が格闘技について語っているのはおかしいのではないかと指摘した。さらに、「通販さん＠賛成です」というハンドルネームをGoogle検索したものの、1件もヒットしなかったことから、掲示板や書き込み自体が捏造したものではないかという疑惑が生じた。

### フォーマット・書き込みの文体
2ちゃんねるのフォーマットと番組が報じた掲示板のフォーマットが違う点も論拠となった。通常、2ちゃんねるのフォーマットでは、行間が等間隔に入るはずであるが、映像で映された書き込みは、行間がバラバラであると指摘された。また、映像の書き込みの文体が、放送当時の2ちゃんねるでは珍しい句読点の入った書き込みであり、2ちゃんねるらしくないという点も指摘された。その理由として、テレビ映像として使用するために、可読性を意識したのではないかと推測された。

### 書き込みの日付・レスの間隔
全ての書き込みが、試合から2週間経過した1月13日に書き込まれているのにもかかわらず、数秒間隔でレスがついている点も不自然であると指摘されていた。

## 謝罪
TBSは、取材に対し、映像の書き込みについて担当ディレクターが自ら作成したことを認め謝罪した。映像の書き込みは、試合当時インターネット上に書き込まれたファンの意見を、ディレクターが自身の記憶を基に作成したものであると弁明した。捏造疑惑に関しては、「インターネット上の掲示板をイメージして書き込みを作成したが、実在の掲示板であるかのような誤解を与える表現であったと考えているが、捏造ではない」と釈明した。その上で、紛らわしい映像で視聴者や関係者に迷惑をかけたことを謝罪し、イメージ映像であることを明確に表示するよう指導するとコメントした。

## 報道
この問題について、NHKなど各社メディアも一斉に報じたが、TBSのみ報じなかった。